# Enver Marić
Enver Marić (16 d'abril de 1948) és un exfutbolista bosnià de la dècada de 1970.
Fou 32 cops internacional amb la selecció iugoslava. Pel que fa a clubs, defensà els colors de FK Velez Mostar (1967-76) i FC Schalke 04 (1976-78).